# Mexikanska indiankrigen
Mexikanska indiankrigen var en serie konflikter som utkämpades mellan å ena sidan, först Spanien, och sedan Mexiko, Guatemala, Honduras, Belize, El Salvador, södra och västra delar av Förenta staterna, mot Mexikos indianer.

### Fotnoter
1. ↑  http://www.historyguy.com/wars_of_mexico.html
2. ↑  ”Arkiverade kopian”. Arkiverad från originalet den 5 september 2011. https://web.archive.org/web/20110905043248/http://library.thinkquest.org/4034/cortes.html. Läst 20 augusti 2011.
3. ↑  ”Arkiverade kopian”. Arkiverad från originalet den 22 mars 2012. https://web.archive.org/web/20120322134956/http://www.anishinabe-history.com/history/yucatan-war.shtml. Läst 21 september 2012.